# Hadropithecus
Hadropithecus is een geslacht van uitgestorven lemuren, die in het Pleistoceen en Holoceen in Madagaskar leefden. De typesoort is Hadropithecus stenognathus (baviaanmaki). 

## Voorkomen
Hadropithecus kwam voor in het zuiden en zuidwesten van Madagaskar.

## Uiterlijke kenmerken
Hadropithecus was zevenentwintig tot vijfendertig kilogram zwaar met een krachtige bouw, maar het was gracieler dan de verwante Archaeolemur. De poten waren kort. Ondanks de naam kwam de lichaamsbouw meer overeen met die van een gorilla dan die van een baviaan.

## Leefwijze
Hadropithecus kon klimmen, maar leefde met name op de grond. De lemuur voedde zich met knollen, zaden, grassen en riet. Hadropithecus wordt wel beschouwd als de Malagasische tegenhanger van de gelada uit Afrika.